# Interstate 72
Pour les articles homonymes, voir I72 et Route 72.
L'Interstate 72 (I-72) est une autoroute du Midwest américain. Son terminus ouest se situe à Hannibal, Missouri, à l'intersection avec la US 61 alors que son terminus est se situe à l'intersection avec Country Fair Drive à Champaign, Illinois. La route passe par les villes de Decatur et de Springfield en Illinois.

## Description du tracé
|       | mi     | km     |
| ----- | ------ | ------ |
| MO    | 2,04   | 3,28   |
| IL    | 177,25 | 285,26 |
| Total | 179,29 | 288,54 |

### Missouri
L'I-72 ne parcourt que deux miles (3,2 km) au Missouri. Son terminus ouest est à la jonction avec la US 61 et elle se rend jusqu'au Mark Twain Memorial Bridge qui traverse le fleuve Mississippi. Ce pont relie Hannibal à l'Illinois. Présentement, il n'y a que deux sorties de l'I-72 au Missouri.

### Illinois
L'I-72 longe l'ancienne Wabash Railroad entre Hannibal et Champaign. La Norfolk Southern Railway opère cette voie ferrée actuellement.
En Illinois, l'I-72 parcourt 182 miles (293 km). Avant d'atteindre Jacksonville, elle traverse la rivière Illinois. Elle contourne ensuite Springfield et y forme un multiplex avec l'I-55. Elle poursuit à l'est et atteint Decatur, qu'elle contourne. Une fois cette ville passée, elle se poursuit jusqu'à Champaign. À cet endroit, elle croise l'I-57 et se continue vers le centre de la ville, où elle atteint son terminus est lorsqu'elle croise North Country Fair Drive. Les voies se poursuivent comme Church Street (direction ouest) et University Avenue (direction est) pour trois miles (4,8 km), jusqu'au centre-ville de Champaign.

## Liste des sorties

### Missouri
| Interstate 72           |                    |      |      |        | |                                                                                  |
| Comté                   | Municipalité       | mi   | km   | Sortie | Intersections / Destinations                                                                                           | Notes                                                                            |
| Marion                  | Hannibal           | 0,00 | 0,00 |        | US 36 / Route 110 (CKC) (en) ouest – Monroe City, Kansas City                                                          | Continue au-delà comme US 36; terminus ouest du multiplex avec US 36 / Route 110 |
| Marion                  | Hannibal           | 0,18 | 0,30 | —      | US 36 Bus. est / US 61 (McMasters Avenue / Avenue of the Saints) / Great River Road (en) – New London, Palmyra         |                                                                                  |
| Marion                  | Hannibal           | 1,23 | 1,97 | 157    | US 36 Bus. ouest / US 61 Bus. sud / Route 79 (en) sud / Route N nord / Great River Road (en) – Centre-ville, Louisiana | Numéros de sortie basés sur un possible terminus ouest à l'I-35 à Cameron        |
| Fleuve Mississippi      | Fleuve Mississippi | 2,06 | 3,31 |        | I-72 / US 36 est – Springfield                                                                                         | Continue en Illinois                                                             |
| - Terminus de multiplex |                    |      |      |        | |                                                                                  |

### Illinois
| Interstate 72           |                                             |        |        |        |                                                                 | |
| Comté                   | Municipalité                                | mi     | km     | Sortie | Intersections / Destinations                                    | Notes |
| Fleuve Mississippi      | Fleuve Mississippi                          | 0,00   | 0,00   |        | I-72 / US 36 ouest – Hannibal                                   | Continue au Missouri |
| Pike                    | Levee Township                              | 1,20   | 1,93   | 1      | IL 106 (en) – Hull                                              | |
| Pike                    | Levee Township                              | 4,25   | 6,84   | 4      | I-172 nord / IL 110 (CKC) (en) est – Quincy, Chicago            | Terminus ouest du multiplex avec Chicago–Kansas City Expressway; sortie 0 de l'I-172                                                                                                   |
| Pike                    | Kinderhook Township                         | 10,31  | 16,59  | 10     | IL 96 (en) / IL 106 (en) – Payson, Hull                         | |
| Pike                    | Barry                                       | 20,23  | 32,56  | 20     | Vers IL 106 (en) – Barry                                        | |
| Pike                    | New Salem Township                          | 31,35  | 50,45  | 31     | Pittsfield, New Salem                                           | |
| Pike                    | Griggsville Township                        | 35,07  | 56,44  | 35     | US 54 ouest – Pittsfield IL 107 (en) nord – Griggsville         | |
| Scott                   | Bloomfield Precint                          | 45,90  | 73,87  | 46     | IL 100 (en) – Bluffs, Detroit                                   | Detroit indiqué en direction ouest seulement |
| Scott                   | Winchester No. 2 Precint                    | 51,97  | 83,64  | 52     | Vers IL 106 (en) – Winchester                                   | |
| Morgan                  | Lynnville Precint                           | 60,57  | 97,48  | 60     | I-72 BL est / US 67 – Alton, Beardstown, Jacksonville           | Indiqué sortie 60A (sud) et 60B (nord) |
| Morgan                  | South Jacksonville                          | 64,15  | 103,24 | 64     | IL 267 (en) (Main Street) – Alton, Jacksonville                 | |
| Morgan                  | Pisgah Precint                              | 68,56  | 110,34 | 68     | I-72 BL ouest vers IL 104 (en) (Morton Avenue) – Jacksonville   | |
| Morgan                  | Alexander Precint                           | 75,69  | 121,81 | 76     | Ashland, Alexander                                              | |
| Sangamon                | Limite township Island Grove–New Berlin     | 81,99  | 131,95 | 82     | New Berlin                                                      | |
| Sangamon                | Springfield                                 | 91,35  | 147,01 | 91     | Wabash Avenue                                                   | |
| Sangamon                | Springfield                                 | 93,86  | 151,05 | 93     | IL 4 (en) (Veterans Parkway) – Chatham                          | |
| Sangamon                | Springfield                                 | 95,67  | 153,97 | 96     | MacArthur Boulevard                                             | |
| Sangamon                | Springfield                                 | 97,16  | 156,36 | 92 97  | I-55 sud / I-55 BL nord (6th Street) – Springfield, Saint-Louis | Terminus ouest du multiplex avec l'I-55; indiqué sortie 97A (sud) et 97B (nord) en direction est; indiqué sortie 92A (I-55 BL nord) et 92B (I-72 ouest) en direction ouest             |
| Sangamon                | Springfield                                 | 99,61  | 160,31 | 94     | Stevenson Drive, East Lake Drive                                | |
| Sangamon                | Springfield                                 | 101,56 | 163,44 | 96     | IL 29 (en) (South Grand Avenue) – Taylorville                   | Indiqué sortie 96A (sud) et 96B (nord) |
| Sangamon                | Springfield                                 | 102,66 | 165,22 | 98 103 | I-55 nord – Chicago IL 97 (en) ouest (Clear Lake Avenue)        | Terminus est du multiplex avec I-55; indiqué sortie 98A (I-72 est) et 98B (SR 97) en direction est; indiqué sortie 103A (I-55 sud / I-72 ouest) et 103B (I-55 nord) en direction ouest |
| Sangamon                | Clear Lake Township                         | 103,58 | 166,70 | 104    | Camp Butler                                                     | |
| Sangamon                | Clear Lake Township                         | 107,75 | 173,41 | 108    | Riverton, Dawson                                                | Dawson indiqué en direction est seulement |
| Sangamon                | Mechanicsburg Township                      | 113,82 | 183,18 | 114    | Buffalo, Mechanicsburg, Dawson                                  | Dawson indiqué en direction ouest seulement |
| Sangamon                | Illiopolis Township                         | 121,88 | 196,15 | 122    | Mount Auburn, Illiopolis                                        | |
| Macon                   | Niantic Township                            | 127,11 | 204,56 | 128    | Niantic                                                         | |
| Macon                   | Harristown                                  | 132,77 | 213,67 | 133    | US 36 est / US 51 sud – Decatur, Pana                           | Terminus est du multiplex avec US 36; terminus ouest du multiplex avec US 51; indiqué sortie 133A (est) et 133B (sud)                                                                  |
| Macon                   | Decatur                                     | 137,51 | 221,30 | 138    | IL 121 (en) – Decatur, Lincoln                                  | |
| Macon                   | Decatur                                     | 140,58 | 226,24 | 141    | US 51 nord – Bloomington, Decatur                               | Terminus est du multiplex avec US 51; indiqué sortie 141A (sud) et 141B (nord) |
| Macon                   | Whitmore Township                           | 143,81 | 231,44 | 144    | IL 48 (en) – Oreana, Decatur                                    | |
| Macon                   | Whitmore Township                           | 149,03 | 239,84 | 150    | Argenta                                                         | |
| Limite Macon–Piatt      | Limite township Friends Creek–Willow Branch | 155,33 | 249,98 | 156    | IL 48 (en) – Cisco, Weldon                                      | |
| Piatt                   | Monticello Township                         | 163,40 | 262,67 | 164    | Monticello                                                      | |
| Piatt                   | Limite township Monticello–Sangamon         | 165,38 | 266,15 | 166    | IL 105 (en) ouest – Monticello                                  | |
| Piatt                   | Sangamon Township                           | 168,39 | 271,00 | 169    | White Heath Road                                                | |
| Piatt                   | Sangamon Township                           | 170,95 | 275,12 | 172    | IL 10 (en) – Clinton                                            | |
| Champaign               | Scott Township                              | 175,72 | 282,79 | 176    | IL 47 (en) – Mahomet                                            | |
| Champaign               | Champaign                                   | 181,13 | 291,50 | 182    | I-57 vers I-74 – Memphis, Chicago                               | Indiqué sortie 182A (sud) et 182B (nord); sortie 235 de l'I-57 |
| Champaign               | Champaign                                   |        |        |        | University Avenue, Church Street                                | Continue au-delà de l'I-57 |
| - Terminus de multiplex |                                             |        |        |        |                                                                 | |